# Николаидис, Апостолос
Апостолос Николаидис (греч. Απόστολος Νικολαΐδης; 1896, Пловдив — 15 октября 1980, Афины) — греческий спортсмен, занимался несколькими видами спорта, в частности футболом и лёгкой атлетикой. Впоследствии — футбольный тренер и спортивный функционер, многолетний член правления спортивного клуба «Панатинаикос», президент Греческой федерации футбола, председатель НОК Греции.

## Спортивная карьера
Рождённый в Филиппуполе (болгарский Пловдив), где греки ещё составляли значительную часть населения города, Апостолос Николаидис получил образование в Стамбуле. С началом Первой мировой войны в 1914 году перебрался в Грецию, сначала в Салоники, а затем в Афины. В столице он стал активным участником процесса становления недавно созданного спортивного клуба «Панатинаикос». Имел заинтересованность во многих видах спорта и способствовал превращению клуба из чисто футбольного в многосекционный. Лично представлял «Панатинаикос» в соревнованиях по футболу, баскетболу, волейболу, различных дисциплинах лёгкой атлетики. Кроме того довольно успешно участвовал в автомобильных гонках.
Цвета футбольного клуба «Панатинаикоса» защищал до 1928 года. Выступлениями в составе заслужил вызов в национальную сборную Греции, в составе которой был участником футбольного турнира на Олимпиаде 1920 года, где, греческая команда выбыла из борьбы уже на первом же этапе, уступив шведам со счётом 0: 9. На той же Олимпиаде в Антверпене защищал цвета своей страны и в соревнованиях по легкоатлетическому десятиборью, где также выступил не очень успешно, снявшись с соревнований после четырёх дисциплин.

## Карьера тренера и функционера
С 1924 года и до завершения выступлений на футбольном поле в 1928 году был играющим тренером «Панатинаикоса». В то же время в течение 1926—1927 годов избирался президентом Греческой федерации футбола.
Кроме футбольной команды родного клуба тренировал национальную сборную Греции, которая под его руководством провела одну игру в 1929 году и 4 матча в период с марта 1934 по январь 1935 года.
В дальнейшем сосредоточился на административной работе. В течение нескольких десятилетий входил в совет директоров «Панатинаикоса», а в течение 1974—1979 годов был его президентом. Одновременно был избран председателем Национального олимпийского комитета Греции, который возглавлял с 1974 по 1976 год.

## Смерть и памяти
Умер 15 октября 1980 года на 85-м году жизни в Афинах. На церемонии похорон гроб Николаидиса несли представители всех секций «Панатинаикоса», с которыми была непосредственно связана его спортивная карьера, футболисты, баскетболисты, волейболисты и легкоатлеты.
В следующем году его преданность «Панатинаикос» и вклад в развитие и популяризацию спорта в целом были отмечены присвоением его имени домашней арене клуба. Соответствующее церемонию посетил действующий на то время премьер-министр страны Георгиос Раллис.